# Pasilobus laevis
Pasilobus laevis är en spindelart som beskrevs av Roger de Lessert 1930. Pasilobus laevis ingår i släktet Pasilobus och familjen hjulspindlar.
Artens utbredningsområde är Kongo. Inga underarter finns listade i Catalogue of Life.